# هم‌رزمان (فیلم ۱۹۷۷)
همرزمان فیلمی ترکیه‌ای و محصول سال ۱۹۷۷ میلادی است. از بازیگران این فیلم می‌توان به قادر اینانیر و رضا بیک‌ایمانوردی اشاره نمود.